# Kulturkampf

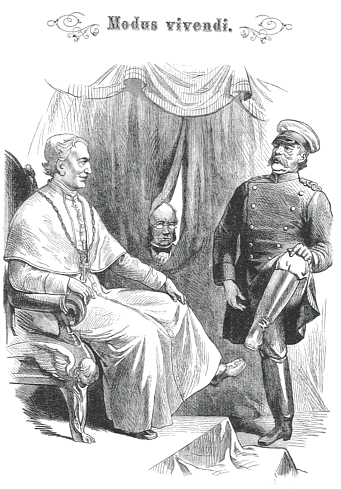
Karykatura Modus vivendi z pisma „Kladderadatsch” (18 marca 1878) przedstawiająca papieża Leona XIII i kanclerza Bismarcka oczekujących, by jeden drugiemu w geście poddaństwa lizał buty.
Zza zasłony przypatruje się temu Ludwig Windthorst, przeciwnik Bismarcka i kulturkampfu

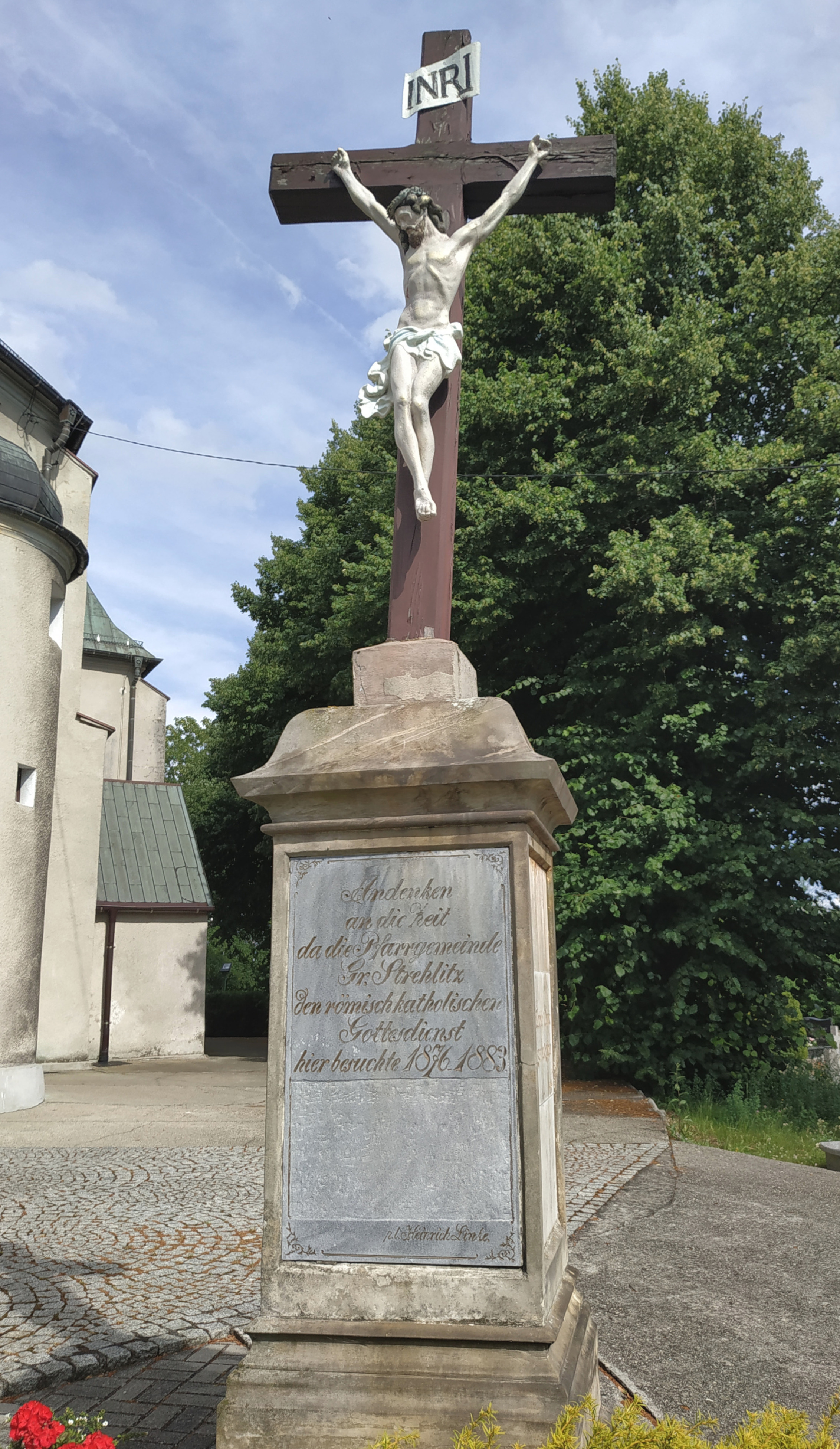
Napis w języku niemieckim na cokole krzyża przed kościołem we wsi Szymiszów na Górnym Śląsku: ‘Na pamiątkę czasów, kiedy parafia Strzelce Opolskie brała tutaj udział w rzymskokatolickich nabożeństwach w latach 1876–1883’. Treść nawiązuje do czasów kulturkampfu, kiedy wierni ze Strzelec bojkotowali narzuconego im „państwowego” proboszcza i uczęszczali na msze w sąsiednich miejscowościach, m.in. w Szymiszowie

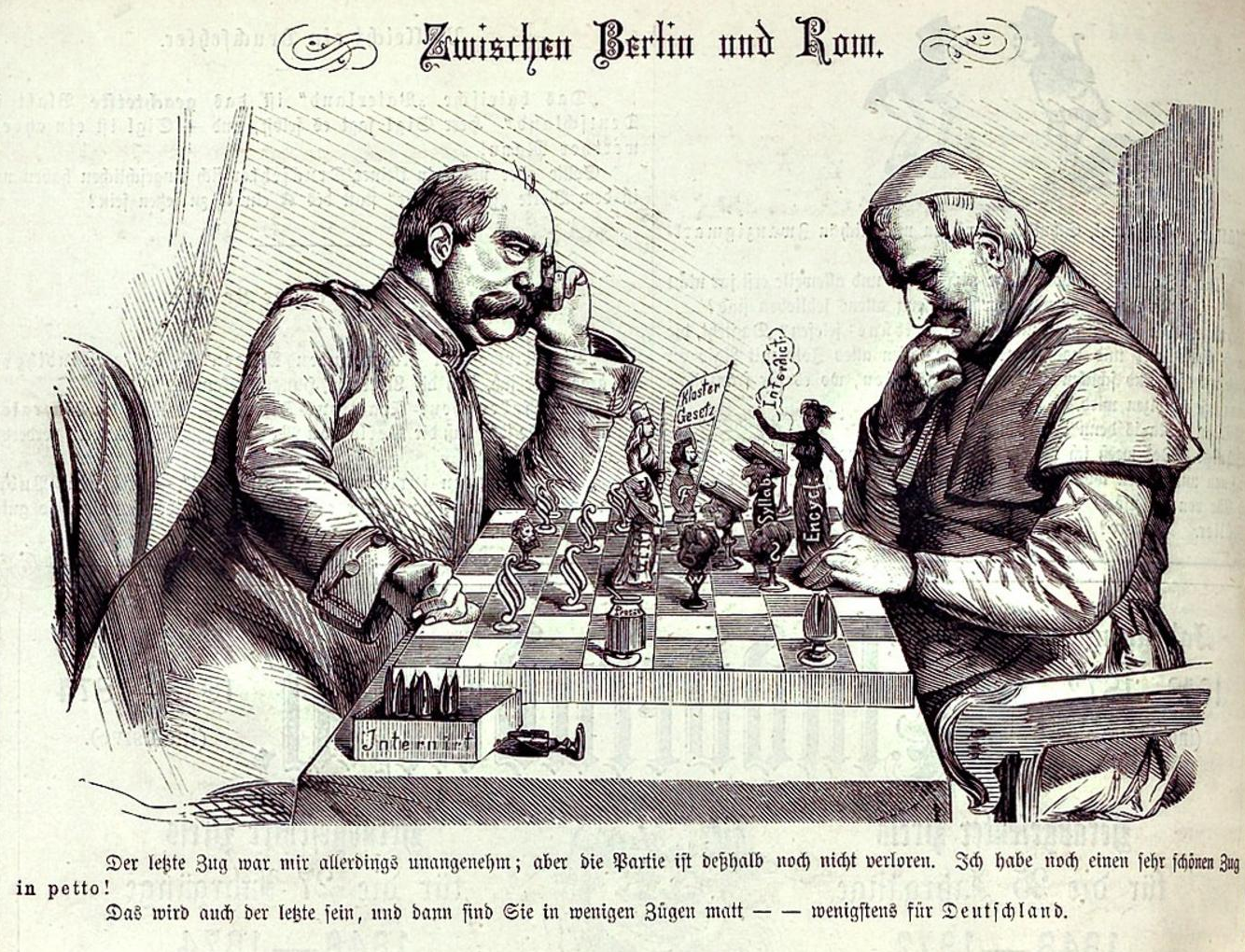
Karykatura Pomiędzy Berlinem i Rzymem z niemieckiego pisma satyrycznego „Kladderadatsch” (16 maja 1875), przedstawiająca Ottona von Bismarcka i papieża Piusa IX grających ze sobą w polityczne szachy.
Pod ryciną tekst:
[Papież:] Ostatni ruch był wprawdzie dla mnie przykry; jednak partia nie jest jeszcze przegrana. Mam jeszcze jeden bardzo dobry ruch w zanadrzu!
[Bismarck:] To będzie także Twój ostatni, a potem w kilku ruchach dostaniesz mata – – przynajmniej dla Niemiec.

Kulturkampf (z niem. „walka o kulturę”) – nazwa określająca wydarzenia w Cesarstwie Niemieckim z lat 1871–1878, kiedy to kanclerz Otto von Bismarck usiłował doprowadzić do ograniczenia wpływów Kościoła katolickiego w państwie. Niemiecki Kulturkampf wyróżniał się na tle podobnych ruchów swojej epoki silnym elementem antypolskim. 
Za autora pojęcia uważa się niemieckiego naukowca i polityka liberalnego, Rudolfa Virchowa, który użył go podczas przemowy w niższej izbie Pruskiego Sejmu Krajowego 17 stycznia 1873. Termin ten bywa stosowany również w odniesieniu do konfliktów obyczajowych i kulturowych w innych miejscach i w innych czasach. Podobne procesy zachodziły wcześniej w Austrii i Francji.

## Historia
Dominującą pozycję w Cesarstwie Niemieckim zajmowało Królestwo Prus, które było państwem protestanckim. Bismarck postrzegał włączenie do Cesarstwa południowoniemieckich państw katolickich (zwłaszcza Bawarii) jako źródło jego potencjalnej destabilizacji, katolicy stanowili bowiem odtąd 36% ludności Niemiec, podczas gdy protestantyzm pełnił nieformalnie rolę religii państwowej. Katolikom, jako podlegającym władzy zewnętrznej (papiestwu), zarzucano brak patriotyzmu niemieckiego, odwołując się przy tym demagogicznie do czasów sporu o inwestyturę czy wystąpienia Lutra. 
Innym powodem był fakt rywalizacji Cesarstwa Niemieckiego ze zdecydowanie katolickim Cesarstwem Austrii, które też większość katolików popierała w sporze o hegemonię w Niemczech. Liberalny polityk Johannes Miquel odniósł się do katolików słowami: Dzisiejsze Niemcy narodziły się wbrew wam. Ze wszystkich sił staraliście się do tego nie dopuścić. Dziś zostaliście pokonani.
W swoich wspomnieniach Bismarck utrzymywał, że powodem wszczęcia Kulturkampf były idee tolerancji. Gdy jednak prowadzone przez państwo działania zaczęły być niepopularne, przyjął wersję, że główną przyczyna jego wywołania była chęć zahamowania agitacji polskich księży wśród mieszkańców Poznańskiego, Śląska i Prus Zachodnich.
Na ziemiach polskich zaboru pruskiego kulturkampf wiązał się z zaostrzeniem germanizacji (głównie po 1878). Doprowadziło to w konsekwencji do wzmocnienia polskiego ruchu narodowego.
Dążenia Bismarcka do osłabienia Kościoła katolickiego, którego przedstawicielstwem politycznym była Niemiecka Partia Centrum, okazały się niezbyt skuteczne. Po 1878 Bismarck wszedł w sojusz z Kościołem katolickim, w celu zwalczania ruchu socjalistycznego. 

## Ustawodawstwo kulturkampfu
Na kulturkampf składało się wiele ustaw (uchwalanych dla całej Rzeszy w Reichstagu lub też tylko dla konkretnego landu w ichnim Landtagu) wymierzonych przede wszystkim w Kościół katolicki. Omówienie najistotniejszych z nich jest rzeczą fundamentalną dla poznania tematu.
8 lipca 1871 roku zreorganizowano Ministerstwo Wyznań likwidując oddział katolicki i ewangelicki, zamiast tego tworząc „wydział spraw duchowych”. Był to wyraz nowej, bezwyznaniowej ery, co zaniepokoiło katolików i ortodoksyjnych protestantów.
Pierwsza ustawa antykościelna wyszła nie od Prus, ale od katolickiej Bawarii i nie od Bismarcka, ale ministra wyznań Jana Lutza. Stwierdził: 
Kto ma być w państwie panem: rząd czy Kościół rzymski? Żadne państwo nie ma trwałości, gdy obok siebie istnieją dwa rządy.
10 grudnia 1871 uchwalona została ustawa pod nazwą Kanzelparagraph, która wprowadzała poprawkę do paragrafu 130 niemieckiego kodeksu karnego przewidując karę do 2 lat więzienia za wygłaszanie poglądów zagrażających pokojowi publicznemu w miejscach kultu religijnego. To czy dana homilia miała wydźwięk antypaństwowy zależało od interpretacji konkretnego urzędnika państwowego. 
Dnia 11 marca 1872 roku wprowadzono ustawę o państwowym nadzorze szkolnym, która odbierała Kościołowi prawo do nadzoru nad szkołami prywatnymi czy publicznymi. Nauczający religii duchowni również pozostali włączeni pod nadzór państwowy. 
Kolejna antykościelna ustawa została uchwalona przez Reichstag 4 lipca 1872 roku, zakazywała działalności Towarzystwa Jezusowego i pokrewnych zakonów. Inicjatorem był premier bawarski. Z racji silnych tradycji katolickich bano się, że zwłaszcza jezuici w pewnym stopniu przebiją w autorytecie bawarskich urzędników (utrudniających porozumienie się z liberałami). Później inicjatywę przejęły Prusy. 

### Ustawy majowe w 1873 roku
Najistotniejszymi kwestiami związanymi z ustawodawstwem niewątpliwie są słynne „ustawy majowe” (niem. Maigesetze) wprowadzone w 1873 roku przez zastępującego Bismarcka na stanowisku premiera dr. Falka. Zmiany obejmowały fragmenty konstytucji pruskiej z 1850 roku dotyczącej wolności Kościoła. 
Podporządkowywano sobie Kościół poszczególnymi ustawami:
- Ustawa z 11 maja uchwalała, że państwo ma kształcić, mianować czy zwalniać duchownych. Duchownymi mogli być tylko obywatele niemieccy, którzy złożyli maturę w niemieckim gimnazjum, ukończyli 3-letnie studium teologii na uniwersytecie państwowym i złożyli egzamin państwowy – sprawdzający ich wiedzę na temat filozofii, literatury i historii niemieckiej. Państwo mogło sprzeciwiać się mianowaniu hierarchów na stanowiska kościelne. Dzięki temu mogło kontrolować czy też usuwać niewygodnych duchownych.
- Ustawa z 12 maja uchwalała, że kary dyscyplinarne na duchownych może nakładać kościół niemiecki, ale na pewno nie sam papież.
- Ustawa z 13 maja uchwalała stosowania kościelnych środków karnych i wychowawczych. Według niej kościół miał prawo wyrokować, ale tylko w kwestiach dotyczących życia religijnego.
- Ustawa z 14 maja mówiła o występowaniu z Kościoła. Jeżeli ktoś chciał podjąć taki krok to musiał złożyć oświadczenie wobec sędziego[10].

Liczono, że choć część episkopatu niemieckiego przyłączy się do procesu upaństwawiania kościoła – tymczasem jednak nawet groźby ograniczeń nominacji biskupich nic nie dały. 3 stycznia 1873 roku kanclerz wyciągnął rękę do starokatolików proponując im własnego biskupa i państwowe dotacje. 4 lipca 1875 roku w Prusach uchwalono ustawę o prawie starokatolików do majątku kościelnego. Sporządzono listę „katolików państwowych”, popierających bismarckowską politykę kościelną. w Landtagu.

### Ustawodawstwo represyjne
Ustawodawstwo z 1874 miało już charakter represyjny, co było bezpośrednio związane z oporem stawianym przez Kościół katolicki. Sztandarowym przykładem jest ustawa z 4 maja 1874 uchwalona przez Reichstag, która rozszerzyła represje pruskie na całą Rzeszę. Mówiła ona o zapobieganiu niekompetentnemu sprawowaniu urzędów kościelnych. Dzięki subiektywnej interpretacji słowo-klucza, a mianowicie „niekompetencji”, państwo mogło interweniować w kościelną strukturę urzędniczą z powodu rozlicznych błahych przyczyn.
6 lutego 1875 roku wprowadzono obowiązkowe małżeństwo cywilne, a 22 kwietnia zawieszono subsydiowanie przez państwo Kościoła (niem. Brotkorbgesetz), równocześnie wymagając bezwzględnego posłuszeństwa duchownych względem państwa. Przez to dochodziło do protestów księży i tym samym nieobsadzania przez nich parafii. 31 maja zniesiono funkcjonowanie wszystkich zakonów, z wyjątkiem tych, które zajmować się miały pielęgnacją chorych. 26 lutego 1876 roku ustanowiono karę więzienia dla duchownego, który w słowie lub piśmie miał zagrażać porządkowi publicznemu.

### Wygasanie represji Kulturkampfu
Po roku 1879 działania represyjne zaczynały powoli maleć. Było to związane m.in. ze zmianami politycznymi w Cesarstwie, śmiercią papieża Piusa IX oraz osiągnięciem wskazanych celów Kulturkampfu.

## Antypolskie oblicze kulturkampfu
Większość badań historycznych na temat niemieckiego kulturkampfu zwraca uwagę na jego silnie antypolski charakter, przejawiający się m.in. w represjach oraz bezwzględnych akcjach germanizacyjnych prowadzonych na ziemiach polskich. Polacy już wcześniej doświadczali dyskryminacji pod zaborem niemieckim, która nasiliła się po zjednoczeniu Niemiec, a sam Bismarck zasłynął z prowadzenia polityki otwarcie antypolskiej. 
Christopher Clark w swoich badaniach zwraca uwagę na nasiloną brutalizację w traktowaniu Polaków przez Królestwo Prus w latach 70. XIX wieku, w obliczu widocznego polskiego poparcia dla Francji w wojnie francusko-pruskiej. Bismarcka szczególnie rozwścieczyły nawoływania kierowane do polskich żołnierzy, aby dezerterowali z pruskiej armii. 
W 1871 kanclerz wygłosił przed rządem swoje płomienne przemówienie: „Od rosyjskiej granicy, aż po Adriatyk mamy do czynienia ze zjednoczoną propagandą Słowian, ultramontanistów oraz reakcjonistów i jest zasadne, aby w obliczu tak wrogich czynów otwarcie bronić naszych interesów narodowych oraz naszego języka”. W związku z tym na ziemiach znajdujących się pod zaborem pruskim (a zwłaszcza w Prowincji Poznańskiej) kulturkampf miał charakter bardziej nacjonalistyczny niż religijny.